# Manon Asselin
Manon Asselin est une architecte québécoise née le 14 mars 1966 à Québec. Elle est cofondatrice de la firme Atelier TAG (Technique + Architecture + Graphisme), établie à Montréal depuis 1997, et professeure titulaire à l'École d'architecture de l'Université de Montréal. Sa pratique architecturale est reconnue pour sa rigueur conceptuelle, son engagement envers l'architecture publique et sa sensibilité aux contextes socioculturels. Elle a reçu de nombreuses distinctions, dont le Prix Ernest-Cormier en 2018, la plus haute distinction québécoise en architecture et design.

## Formation et carrière
Manon Asselin obtient un baccalauréat ès sciences (1990), un baccalauréat en architecture (1992) et une maîtrise en histoire et théorie de l'architecture (2001) de l'Université McGill. En 1997, elle cofonde Atelier TAG avec Katsuhiro Yamazaki, une firme qui se distingue par son approche interdisciplinaire et sa participation active à des concours d'architecture public.
Parallèlement à sa pratique professionnelle, elle enseigne la conception architecturale depuis les années 1990. Elle est professeure adjointe à l'École d'architecture de McGill de 1993 à 2007, puis rejoint l'Université de Montréal en 2008 en tant que professeure titulaire.

## Domaine de recherche
Les travaux de recherche de Manon Asselin portent sur la matérialisation du projet architectural, mettant l'accent sur l'interaction entre la conception spatiale et la réalisation matérielle. Elle explore notamment l'innovation dans les systèmes constructifs et la fabrication, avec un intérêt particulier pour le bois et l'aluminium comme matériaux d'expression architecturale.

## Réalisations majeures

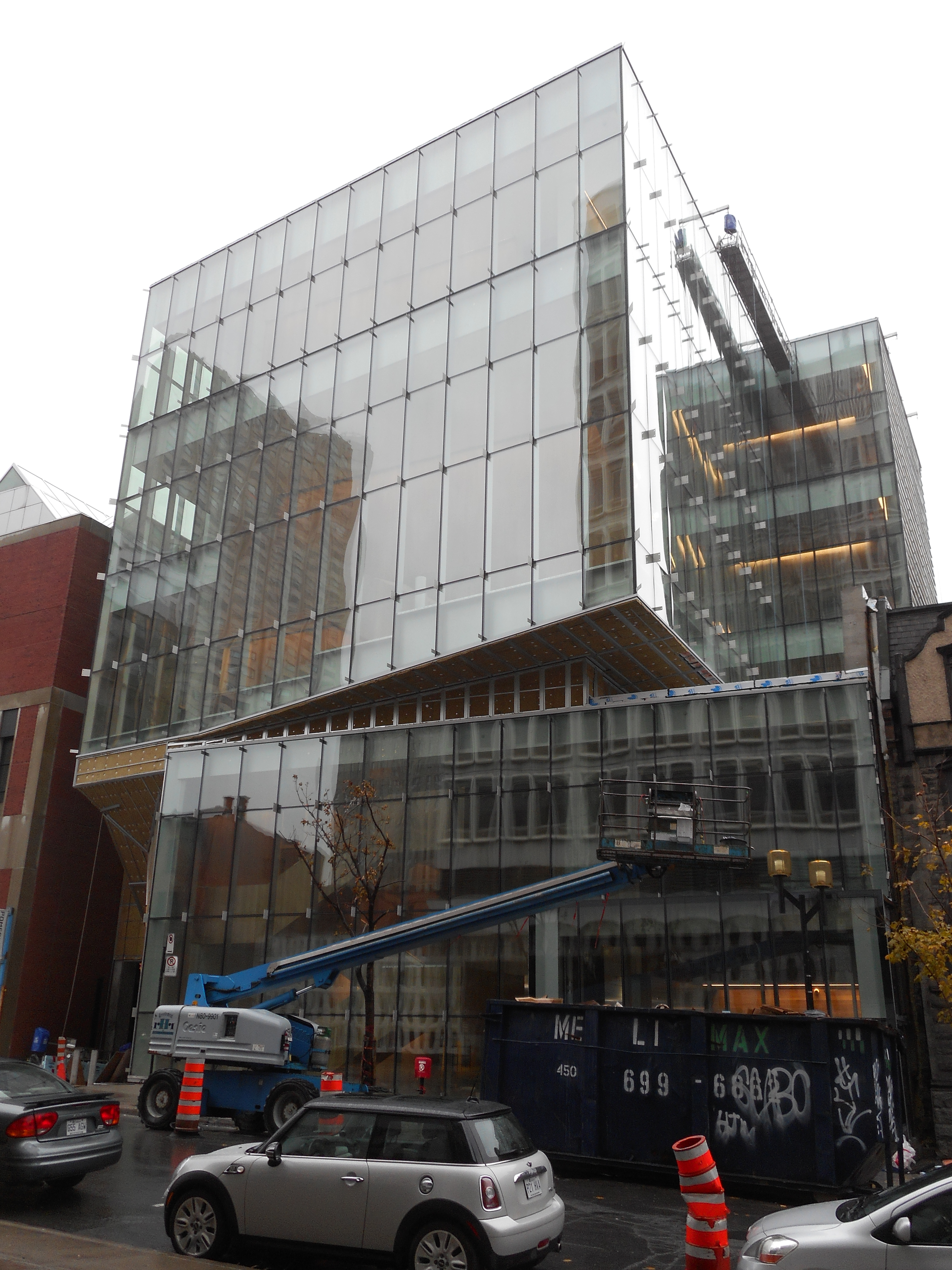
Pavillon pour la Paix Michal and Renata Hornstein, rue Bishop, Montréal.

Manon Asselin a conçu plusieurs projets architecturaux d'envergure, souvent en collaboration avec la firme Jodoin Lamarre Pratte architectes :
- Bibliothèque municipale de Châteauguay (2003) : premier projet d'Atelier TAG, réalisé à la suite d'un concours québécois en 1997[1].
- Théâtre du Vieux-Terrebonne (2004) : salle de spectacle reconnue pour son intégration urbaine et sa qualité acoustique[1].
- Bibliothèque Raymond-Lévesque à Saint-Hubert (2011) : projet primé pour son approche bioclimatique et son intégration au milieu naturel[4].
- Pavillon pour la Paix Michal et Renata Hornstein du Musée des beaux-arts de Montréal (2016) : cinquième pavillon du musée, conçu pour accueillir des collections internationales et des activités éducatives[5].
- Théâtre Gilles-Vigneault à Saint-Jérôme (2017) : salle de spectacle moderne, lauréate de plusieurs prix d'architecture[6].

## Publications
Manon Asselin a contribué à plusieurs ouvrages et catalogues liés à l'architecture :
- Atlas : Aluminium, regards nouveaux sur la matière (2018) : catalogue d'exposition explorant l'utilisation de l'aluminium en architecture[7].
- Résilles solaires 2015–2019 (2019) : travaux d'étudiants sur l'intégration des résilles solaires dans l'architecture contemporaine[8].
- De Châteauguay à Saint-Hubert : quelques réflexions sur les défis des bibliothèques publiques au Québec, in Architectures des connaissances (2013) : article sur l'évolution des bibliothèques publiques au Québec[1].

## Prix et distinctions
Au cours de sa carrière, Manon Asselin a reçu de nombreuses distinctions :
- Prix de Rome professionnel en architecture (2008), décerné par le Conseil des arts du Canada[9]
- Médaille du Gouverneur général en architecture (2006[10], 2014[11], 2018[12], 2020[13]), pour plusieurs projets réalisés.
- Prix Emerging Voices (2012), décerné par l'Architectural League de New York[14].
- Prix Ernest-Cormier (2018), la plus haute distinction québécoise en architecture et design[15].